# Alliance nationale pakistanaise

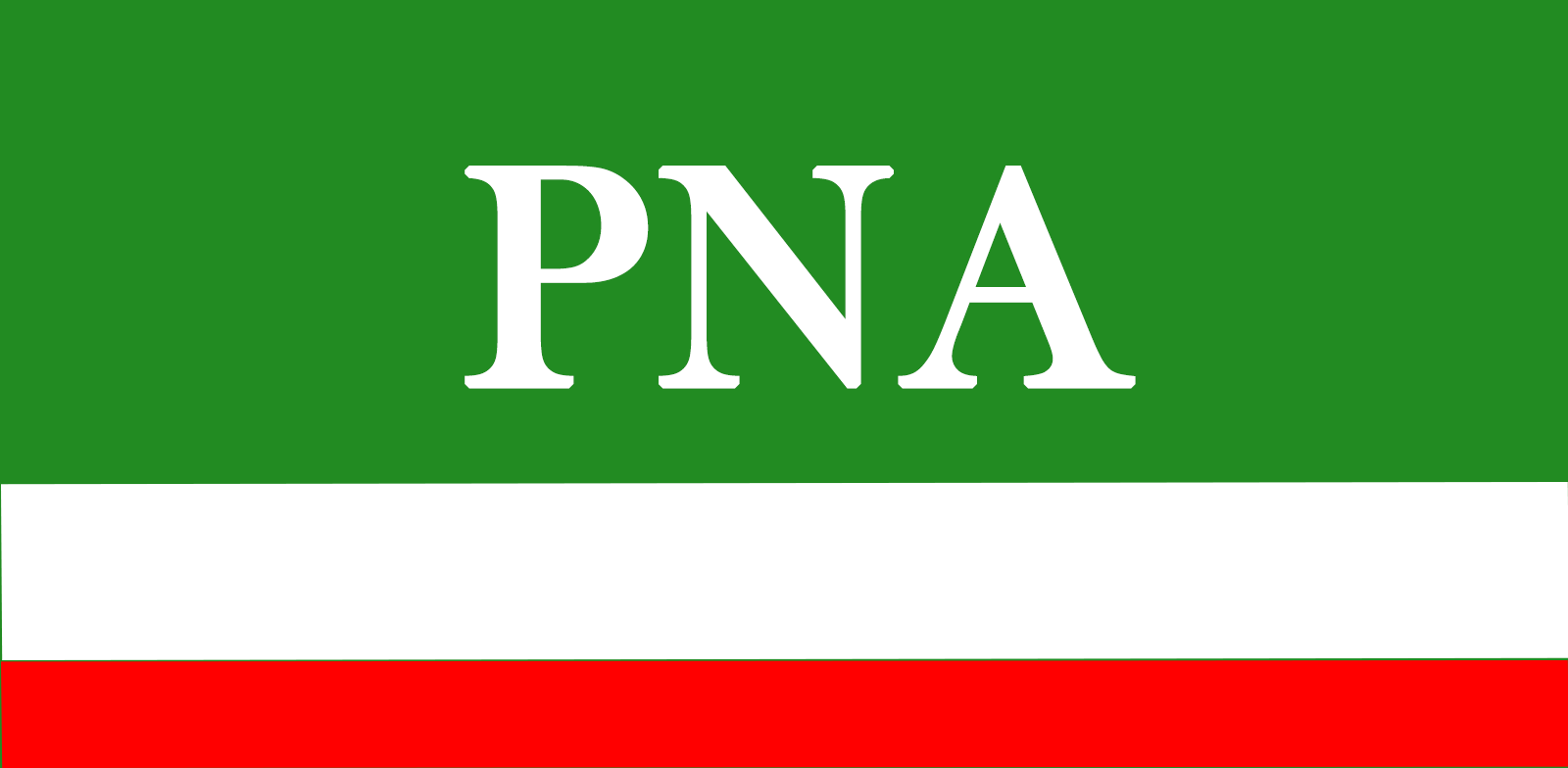
Logo de l'alliance.

Pour les articles homonymes, voir Alliance nationale.
Ne doit pas être confondu avec Alliance nationale (Pakistan).
L'Alliance nationale pakistanaise (en anglais : Pakistan National Alliance, PNA ; en ourdou :پاکستان قومی اتحاد) est une coalition de partis politiques pakistanais créée le 11 janvier 1977 pour disputer les élections législatives du 7 mars 1977. Elle se situe dans l'opposition au Parti du peuple pakistanais du Premier ministre Zulfikar Ali Bhutto. Elle se compose de neuf partis politiques hétéroclites, à savoir des partis de droite conservateurs ou islamistes ainsi que des partis de gauche régionalistes, en plus du Parti communiste du Pakistan.
Le parti est officiellement défait lors des élections mais ses membres dénoncent des fraudes électorales, conduisant à un mouvement de protestations et d'importantes violences en plus d'une répression du pouvoir. Après le coup d'État du 5 juillet 1977 mené par le chef de l'armée Muhammad Zia-ul-Haq, l'alliance se divise entre soutien aux militaires pour les partis de droite et opposition au nouveau régime pour la plupart des partis de gauche. Certains membres de l'alliance subissent également la répression des militaires et elle est dissoute en janvier 1978.

## Composition
| Composition de l'Alliance nationale | Composition de l'Alliance nationale                     | Composition de l'Alliance nationale | Composition de l'Alliance nationale | Composition de l'Alliance nationale |
| Parti                               | Dirigeant                                               | Position                            | Soutien                             |                                     |
| ----------------------------------- | ------------------------------------------------------- | ----------------------------------- | ----------------------------------- | ----------------------------------- |
| Jamaat-e-Islami                     | Abul A'la Maududi Muhammad Tufail                       | Extrême-droite                      | pro-Zia                             |                                     |
| Ligue musulmane du Pakistan         | Mohammed Sharif Zahoor Elahi Pir Pagara Nasarullah Khan | Droite                              | pro-Zia                             |                                     |
| Tehrik-e-Istiqlal                   | Asghar Khan                                             | Droite                              | pro-Zia                             |                                     |
| Jamaat Ahle Sunnat                  | Ahsan llahi Zaheer                                      | Droite                              | pro-Zia                             |                                     |
| Jamiat Ulema-e-Pakistan             | Shah Ahmad Noorani                                      | Droite                              | pro-Zia                             |                                     |
| Pashtunkhwa Milli Awami             | Mahmood Achakzai                                        | Gauche                              | pro-Zia                             |                                     |
| Parti national baloutche            | Akbar Bugti                                             | Gauche                              | Neutralité                          |                                     |
| Parti national Awami                | Abdul Vali Khan                                         | Gauche                              | anti-Zia                            |                                     |
| Parti communiste du Pakistan        | Jam Saqi Nazeer Abbasi                                  | Extrême-gauche                      | anti-Zia                            |                                     |